# Lessons in Love (film, 2013)
Pour les articles homonymes, voir Lessons in Love.
Pour plus de détails, voir Fiche technique et Distribution.
Lessons in Love (titre international Words and Pictures) est un film dramatique américain réalisé par Fred Schepisi et sorti en 2013. Il a été projeté dans la section Gala Presentation au Festival international du film de Toronto 2013.
Il a obtenu le Prix du public lors de la session 2015 du Festival du film romantique de Cabourg,.

## Synopsis
Professeur d'anglais à l'université, Jack Marcus déplore l'utilisation des réseaux sociaux obsessionnelle qu'ont ses élèves. Ancienne star littéraire et en crise personnelle, Jack n'a pas publié depuis des années. Il retrouve son inspiration au travers d'une rivalité avec Dina Delsanto, une artiste peintre abstraite autrefois célèbre, qui s'est reconvertie en enseignante, à cause d'une arthrite précoce. Dès le début, les deux flirtent et se provoquent avec la même délectation.
Ils embrigaderont leurs élèves dans une joute pour savoir quelle est la plus belle forme d'art, les images ou les mots.

## Fiche technique
- Directeur de la photographie : Ian Baker

## Distribution
- Clive Owen : Jack Marcus
- Juliette Binoche (VF : Danièle Douet) : Dina Delsanto
- Keegan Connor Tracy : Ellen
- Bruce Davison (VF : Michel Laroussi) : Walt
- Amy Brenneman (VF : Véronique Augereau) : Elspeth
- Adam DiMarco : Swint
- Valerie Tian (de) : Emily
- Navid Negahban (VF : Omar Yami) : Rashid
- Janet Kidder : Sabine
- David Lewis : Tom
- Jocelyn Ott : Woman in 60s Ad
- Eva Bourne : Catherine (comme Eva Allan)
- Tanaya Beatty (VF : Elsa Davoine) : Tammy

Source VF : RS Doublage